# Paraphylax micans
Paraphylax micans là một loài tò vò trong họ Ichneumonidae.